# Litoria rivicola
Litoria rivicola är en groddjursart som beskrevs av Günther och Richards 2005. Litoria rivicola ingår i släktet Litoria och familjen lövgrodor. IUCN kategoriserar arten globalt som livskraftig. Inga underarter finns listade i Catalogue of Life.